# Wilhelm Gottlieb Rappold
Wilhelm Gottlieb Rappold (auch Rappolt) (* 19. August 1748 in Brackenheim; † 21. Dezember 1808 in Stuttgart) war ein deutscher Professor der Mathematik und Bibliothekar an der Hohen Karlsschule und verfasste ab 1788 die württembergischen Land-, Stadt- und Hofkalender.

## Leben und Wirken
Wilhelm Gottlieb Rappold studierte Mathematik an der Eberhard Karls Universität Tübingen und legte dort 1768 die Magisterprüfung bei Johann Kies ab. 1771 promovierte er dort. Von 1774 bis 1792 lehrte er als Professor für Mathematik und Physik an der Hohen Karlsschule in Stuttgart. Er widmete sich dort vor allem dem Ausbau des mathematisch-physikalischen Unterrichts und hatte außerdem das Amt des Bibliothekars der Hohen Karlsschule inne. Seit 1788 erarbeitete Rappold die württembergischen Land-, Stadt- und Hofkalender. Nach seinem Ausscheiden aus der Hohen Karlsschule unterrichtete er am Herzoglichen Gymnasium in Stuttgart in den Fächern Mathematik und Lateinische Sprache.

## Veröffentlichungen
- Über die Stärke rund gewobener Saile, wie sie, nach Muschenbrökischen Grundsätzen, auf dem Bühlhof bei Calw im Wirtenbergischen verfertigt werden. Cotta, Tübingen 1795 (Digitalisat).

Außerdem etliche lateinische Thesen-Schriften zu Doktordisputationen an den Hohen Karlsschule in Stuttgart sowie die württembergischen Land-, Stadt- und Hofkalender.